# Marziale Mestre
Marziale Mestre (wł. Società Ginnastica Marziale di Mestre) – włoski klub piłkarski, mający siedzibę w mieście Mestre, w północno-wschodniej części kraju, działający w latach 1904–1927.

## Historia
Chronologia nazw:
- 1904: Società Ginnastica Palestra Marziale di Mestre
- 1907: klub rozwiązano – po fuzji z Reyer Venezia
- 1909: Mestre Football Club 1909
- 1919: Associazione Calcio Mestre
- 1927: klub rozwiązano

Klub sportowy SG Palestra Marziale Mestre został założony w miejscowości Mestre w 1904 roku. To była oficjalna data powstania sekcji piłkarskiej, a towarzystwo gimnastyczne powstało dużo wcześniej, w 1878 roku i zostało nazwane Palestra Marziale Veneta - sezione di Mestre - imieniem Marco Valerio Marziale, powszechnie uważanego za najważniejszego epigramaty po łacinie. Jeszcze w 1893 oraz 1896 klubowi miłośnicy piłki nożnej próbowali organizować mecz piłkarski, ale byli zastąpione przez inne drużyny. Dopiero w 1903 roku odbył się mecz piłki nożnej z Milanem na turnieju Reyer, a następnie rozegrano czteroosobowy turniej z udziałem Vicenza, Baggio, Cordellina i Schio.
Pierwsze oficjalne mecze klubu odbyły się w Wenecji 7 kwietnia 1907. W turnieju Veneto FGI rano klub wygrał 3:2 z Reyer Venezia i popołudniu w finale przegrał 1:4 z Vicenzą. Jednak w grudniu 1907 roku na wspólnym zgromadzeniu z Reyer Venezia, dwa towarzystwa sportowe połączyły się, dając początek klubowi Venezia 1907.
W 1909 klub został odrodzony jako Mestre F.C. 1909. Zespół rozegrał mecze towarzyskie z Dolo, a w 1910 z Petrarcą. W latach 1915–1919 klub zawiesił działalność z powodu I wojny światowej.
We wrześniu 1919 klub rozegrał pierwsze mecze towarzyskie, a w grudniu 1919 jako AC Mestre dołączył do FIGC. W sezonie 1919/20 zespół startował w mistrzostwach Promozione Veneto (D2), zajmując ostatnie 7.miejsce. W następnym sezonie 1920/21 najpierw zdobył mistrzostwo w grupie A Promozione Veneto, a potem w finale o tytuł mistrza regionu oraz awans do Prima Categoria przegrał 0:1 z Legnaghese. W sezonie 1921/22 zespół nie zakwalifikował do rozgrywek finałowych. Przed rozpoczęciem sezonu 1922/23 ze względu na kompromis Colombo dotyczący restrukturyzacji mistrzostw, klub został zakwalifikowany do Terza Divisione (D3), w których po wygraniu grupy B, zajął drugie miejsce w finale Veneto. W sezonie 1923/24 po raz kolejny awansował do turnieju finałowego, ale uplasował się na 5.pozycji w Terza Divisione Veneto. W następnych sezonach nie potrafił wyjść z grupy. Po reorganizacji systemu ligi w 1926 i wprowadzeniu najwyższej klasy, zwanej Divisione Nazionale poziom Terza Divisione został obnizona do czwartego szczebla. W październiku 1927 roku pod znaczną presją faszystowskiego reżimu w zakresie „łączenia” drużyn i ich przerzedzania, a także z powodu utraty autonomii miejskiej w sierpniu 1926, odbyła się fuzja klubów AC Mestre, Mestre F.B.C. (założonym w kwietniu 1927), Libertas i Spes, w wyniku czego powstała Mestrina, która przejęła prawa sportowe i tradycję A.C. Mestre.

## Barwy klubowe, strój
|  |

Klub ma barwy niebieskie. Zawodnicy domowe spotkania zazwyczaj grali w niebieskich koszulkach, białych spodenkach oraz białych getrach.

## Sukcesy

### Trofea międzynarodowe
Nie uczestniczył w rozgrywkach europejskich (stan na 31-05-2020).

### Trofea krajowe
| \| \| Zdobyte trofea w rozgrywkach Włoch (stan na: 31-08-2020) \| |                                                          |      |                  |
| Rozgrywki                                                         | Osiągnięcie                                              | Razy | Sezon(y)         |
| · Mistrzostwo                                                     | I miejsce                                                | 0    |                  |
| · Mistrzostwo                                                     | II miejsce                                               | 0    |                  |
| · Mistrzostwo                                                     | III miejsce                                              | 0    |                  |
| · Puchar                                                          | zdobywca                                                 | 0    |                  |
| · Puchar                                                          | finalista                                                | 0    |                  |
| II liga                                                           | I miejsce                                                | 0    |                  |
| II liga                                                           | II miejsce                                               | 1    | 1920/21 (Veneto) |
| II liga                                                           | III miejsce                                              | 0    |                  |
| Włochy                                                            | Zdobyte trofea w rozgrywkach Włoch (stan na: 31-08-2020) |      |                  |

- Terza Divisione Veneto (D3):
  - wicemistrz (1x): 1922/23 (Veneto)

## Poszczególne sezony

### Rozgrywki międzynarodowe

#### Europejskie puchary
Nie uczestniczył w rozgrywkach europejskich.

### Rozgrywki krajowe
| \| Włochy \| Bilans występów klubu w rozgrywkach piłkarskich Włoch (Stan na 31 sierpnia 2020 r.) \| \| |                                                                                     |        |       |   |   |   |    |    |     |           |        |        |      |
| Poziom                                                                                                 | Rozgrywki                                                                           | Sezony | Mecze | Z | R | P | B+ | B– | Pkt | Lata      | Awanse | Spadki | Naj. |
| I | Prima Categoria                                                                     | 0      |       |   |   |   |    |    |     |           | 0      | 0      |      |
| II | Promozione Veneto                                                                   | 3      |       |   |   |   |    |    |     | 1919–1922 | 1      | 0      | 2    |
| III | Terza Divisione Veneto                                                              | 4      |       |   |   |   |    |    |     | 1922–1926 | 1      | 0      | 2    |
| IV | Terza Divisione Veneto                                                              | 1      |       |   |   |   |    |    |     | 1926/27   | 0      | 0      | 6    |
| | Puchar Włoch                                                                        | 0      |       |   |   |   |    |    |     |           | 0      | 0      |      |
| Włochy                                                                                                 | Bilans występów klubu w rozgrywkach piłkarskich Włoch (Stan na 31 sierpnia 2020 r.) |        |       |   |   |   |    |    |     |           |        |        |      |

## Struktura klubu

### Stadion
Klub piłkarski rozgrywał swoje mecze domowe na Stadio Francesco Baracca w Mestre o pojemności 2000 widzów.

### Derby
- CS Lido
- Veneziana Virtus